# لبيس (جنس)
اللبيس (الاسم العلمي: Labeo)، جنس أسماك من فصيلة الشبوطيات. موائلها المياه العذبة في المناطق الاستوائية وشبه الاستوائية في أفريقيا وآسيا.